# Democratische Unie van Turken in Roemenië
De Democratische Unie van Turken in Roemenië, Roemeens: Uniunea Democrată Turcă din România, of UDTR is een politieke partij voor de Turken in Roemenië. De Turken vormen in Roemenië een etnisch-culturele minderheid. Dankzij het Roemeense recht is de partij verzekerd van ten minste één zetel in de Kamer van Afgevaardigden. Lijsttrekker van de partij is Osman Fedbi. De partij is in 1990 van de Democratische Unie van Turko-Islamitische Tataren in Roemenië afgesplitst, heeft sindsdien aan de verkiezingen meegedaan en vanzelf steeds een zetel gekregen.
Alliantie van Liberalen en Democraten · Alliantie voor de Unie van Roemenen · Democratisch-Liberale Partij · Democratische Unie van Hongaren in Roemenië · Groot-Roemeniëpartij · Humanistischekrachtpartij · Nationale Democratische Partij · Nationaal-Liberale Partij · Nationale Christen-Democratische Boerenpartij · Nationale Unie voor de vooruitgang van Roemenië · Nieuwegeneratiepartij · Nieuwe Republiek · Noua Dreaptă · M10 · Partij Verenigd Roemenië · Red Roemenië-Unie · Roemeense Sociale Partij · Sociaaldemocratische Partij · Partijen van etnische minderheden · Volksbewegingspartij